# Morte e funerali di Kim Jong-il
La morte di Kim Jong-il è stata annunciata dalla televisione di stato nordcoreana il 19 dicembre 2011. La presentatrice Ri Chun-hee ha annunciato la morte il 17 dicembre alle 8:32 a causa un grave attacco cardiaco mentre viaggiava in treno verso un'area fuori da Pyongyang. Secondo quanto riferito, aveva ricevuto cure mediche per malattie cardiache e cerebrovascolari. Durante il viaggio, però, si diceva che avesse avuto un infarto miocardico acuto avanzato, complicato da un grave shock cardiaco.
Suo figlio Kim Jong-un è stato annunciato come "Il grande successore" durante lo stesso telegiornale. Il funerale di Jong-il si è tenuto il 28 dicembre a Pyongyang, con un periodo di lutto che è durato fino al giorno seguente.

## Comitato funebre
La Corea del Nord annunciò un comitato funebre di 232 membri guidato da Kim Jong-un, che progettò e supervisionò il funerale di Jong-il, e che ebbe luogo il 28 dicembre. Gli osservatori ritengono che l'ordine dei nomi nella lista fornisca indizi sulla classifica degli individui nella struttura di potere del regime con la posizione di Kim Jong-un in cima a un'ulteriore indicazione che è il successore di Jong-il come leader supremo. Secondo Kim Keun-sik dell'Università di Kyungnam, "La lista è nell'ordine dei membri del comitato permanente del Politburo, quindi dei membri e dei candidati. Mostra inoltre che il partito sarà più forte del potere dei militari, perché il cognato di Kim Jong-il Jang Song-taek o O Kuk-ryol, il vicepresidente della National Defense Commission, sono elencati più in basso".
Il comitato funebre ha pubblicato i seguenti dettagli il 19 dicembre 2011: 
In passato, il governo nordcoreano è stato conosciuto per aver incoraggiato a raccontare storie di azioni miracolose ed eventi soprannaturali accreditati a Kim Il-Sung e Kim Jong-Il. KCNA ha anche affermato che oltre cinque milioni di nordcoreani, oltre il 25% della popolazione nazionale, si sono presentati per piangere Kim.